# Ouled Deide
Ouled Deide (în arabă اوالد دايد) este o comună din provincia Médéa, Algeria.
Populația comunei este de 5.355 de locuitori (2008).